# São Gabriel Futebol Clube
Il São Gabriel Futebol Clube, noto anche semplicemente come São Gabriel, era una società calcistica brasiliana con sede nella città di São Gabriel, nello stato del Rio Grande do Sul.

## Storia
Il club è stato fondato nel 2000 dopo la fusione tra due club locali chiamati Sociedade Esportiva e Recreativa São Gabriel e Grêmio Esportivo Gabrielense. Il São Gabriel ha vinto il Torneio Cidade de São Gabriel nel 2004 e nel 2006. Il club ha partecipato alla Coppa del Brasile nel 2004, dove è stato eliminato ai sedicesimi di finale dal Palmeiras, dopo aver eliminato il Figueirense al primo turno.